# Bold Emmett, Ireland's Martyr
Pour plus de détails, voir Fiche technique et Distribution.
Bold Emmett, Ireland's Martyr ou All for Old Ireland est un film muet américain, réalisé par Sidney Olcott, tourné en Irlande en 1914 et sorti aux États-Unis en 1915. 
Dans ce film produit par Sid Films, il interprète lui-même le rôle de Con Daly, aux côtés de son épouse Valentine Grant.

## Fiche technique
- Titre : Bold Emmett, Ireland's Martyr
- Réalisation : Sidney Olcott
- Scénario : Sidney Olcott
- Production : Sid Films
- Distribution : Lubin
- Métrage : 900 mètres (3 bobines )
- Format : Noir et blanc — 35 mm — 1,37:1 — Muet
- Genre : Film dramatique
- Durée : 30 minutes
- Date de sortie : 
  - États-Unis : 7 août 1915 (New York)
- Licence : Credits : screenplay and production Sidney Olcott. © Lubin Mfg. Co. (Sidney Olcott, author) 3 Aug 15 ; LP6006.

## Distribution
- Valentine Grant : Nora Doyle
- Sidney Olcott : Con Daly
- Laurene Santley : Mme Doyle
- Jack Melville : Robert Emmett
- P. H. O’Malley : major Kirk
- Robert Rivers : Feely, le mouchard

## Tournage
- Le film a été tourné en Irlande durant l'été 1914 à Beaufort (Irlande), comté de Kerry, à une dizaine de kilomètres de Killarney, où Sidney Olcott a installé sa troupe. Le Canadien y est fidèle depuis l'été 1911. D'abord pour Kalem en 1911 et 1912, puis pour Gene Gauntier Feature Players en 1913 et enfin pour Sid Films en 1914.

Pour cette campagne, il tourne trois autres films : The Gap of Dunloe, All for Old Ireland et The Irish in America.
Une copie est conservée à la George Eastman House, à Rochester, New York et à la Bibliothèque du Congrès, à Washington DC.